# هينريتش رينولد
هينريتش رينولد (بالألمانية: Heinrich Reinhold)‏ هو رسام ألماني، ولد في 18 يوليو 1788 في غيرا في ألمانيا، وتوفي في 15 يناير 1825 في روما في إيطاليا.